# Dviete
Dviete (ryska: Двиете) är en ort i Lettland.   Den ligger i kommunen Ilūkstes novads, i den sydöstra delen av landet, 170 km sydost om huvudstaden Riga. Dviete ligger 96 meter över havet och antalet invånare är 476.
Terrängen runt Dviete är platt. Runt Dviete är det glesbefolkat, med 8 invånare per kvadratkilometer. Närmaste större samhälle är Ilūkste, 9,9 km söder om Dviete. Omgivningarna runt Dviete är en mosaik av jordbruksmark och naturlig växtlighet.